# Frankie Wallach
Frankie Wallach, née le 9 février 1994 à Paris, est une actrice et réalisatrice française.

## Biographie

### Études et début de carrière
Frankie Wallach naît le 9 février 1994 à Paris. Elle tourne pour la première fois dans un court métrage, Varsovie-Paris de sa marraine Idit Cebula à l'âge de 8 ans. Elle est repérée par un agent et continue de tourner pendant les vacances dans notamment Alive de Frédéric Berthe, Comme t'y es belle ! de Lisa Azuelos et Demandez la permission aux enfants d'Éric Civanyan. Elle quitte Paris et suit des études de cinéma au King's College de Londres.
En 2014, elle revient à Paris et s'inscrit à l'École du Jeu, tout en jouant à la télévision dans les séries Versailles, Cherif et au théâtre dans Croisière dans la Baie de Sydney d'Alexandre Papias, Trois de Mani Soleymanlou, Des couteaux dans les poules de David Harrower…
En 2017, Frankie Wallach participe à la web-série documentaire collaborative Grandmas Project dans laquelle des réalisateurs racontent l’histoire de leur grand-mère à travers leurs recettes de cuisine et pour laquelle elle réalise une web-série, Kneidler, avec sa grand-mère Julia Wallach qui fut déportée à Auschwitz-Birkenau en 1943,. La réalisatrice continue de réaliser des vidéos sur les réseaux sociaux si bien que le projet devient un long métrage sous le titre Trop d'amour. Le film sort en 2021 et est présenté dans différents festivals (Champs-Élysées Film Festival, Festival du film de Cabourg).

### Une actrice reconnue
En tant qu'actrice Frankie Wallach tourne dans Tout simplement noir de Jean-Pascal Zadi, Marinette de Virginie Verrier. Malgré l'opposition de son agent artistique, Frankie Wallach tourne dans plusieurs clips publicitaires pour le producteur et fournisseur d'électricité EDF, ce qui lui permettra d'être remarquée par Michel Gondry qui la fera jouer dans son film Le Livre des solutions,.
En 2024, elle interprète le rôle d'Ambre Saïdi dans le téléfilm À l'épreuve d'Akim Isker, une mère célibataire qui devient éboueur pour avoir la garde de son fils. Le film remporte le prix du meilleur unitaire au Festival de la fiction TV de La Rochelle,.

## Filmographie

### Cinéma
Longs métrages
- 2004 : Alive de Frédéric Berthe : Audrey
- 2004 : Automne de Ra'up McGee : Michelle jeune
- 2005 : Trois Couples en quête d'orage de Jacques Otmezguine : Gwenaëlle
- 2006 : Comme t'y es belle ! de Lisa Azuelos : Kim
- 2007 : Demandez la permission aux enfants ! de Éric Civanyan : Salomé
- 2018 : The Bra de Veit Helmer : la danseuse.
- 2020 : Tout simplement noir de Jean-Pascal Zadi
- 2023 : Marinette de Virginie Verrier : Titi
- 2023 : Le Livre des solutions de Michel Gondry : Sylvia
- 2025 : Les enfants vont bien de Nathan Ambrosioni

Courts métrages
- 2002 : Varsovie-Paris de Idit Cebula
- 2003 : Tex de Giovanni Quéné
- 2014 : Couper le Voile de Max Villwock
- 2016 : Adam-ma de Marion Jhöaner : Olya
- 2020 : The Good People de Chloe van der Klaauw : Michelle
- 2020 : Fille Bleues, Peur Blanche de Lola Halifa-Legrand et Marie Jacotey :
- 2024 : Bornéo de Damien Daret : Sophia

### Réalisation
Long métrage
- 2021 : Trop d'amour

### Télévision
Séries télévisées
- 2015 : Versailles de Mirren et David Wolstencroft : Angélique
- 2019 : Cherif : Marie Audron (saison 6)
- 2021 : Skam France/Belgique : Sophie (saison 7)
- 2022 : L'Amour (presque) parfait : la voisine de Max
- 2023 : En place de Jean-Pascal Zadi
- 2025 : Studio Bagel

Téléfilms
- 2003 : Lagardère de Henri Helman : Aurore à 10 ans
- 2005 : Le Triporteur de Belleville de Stéphane Kurc : Annie Weill
- 2012 : Les Pieds dans le plat de Simon Astier : Emma Benhaim
- 2012 : Nos retrouvailles de Josée Dayan : Agathe Andrieu
- 2016 : Coup de foudre à Jaipur de Arnauld Mercadier : Mathilde
- 2024 : À l'épreuve de Akim Isker : Ambre Saïdi

Publicités
- depuis 2021 : EDF : Eva

## Théâtre
- 2013 : Croisière dans la Baie de Sydney d'Alexandre Papias, mise en scène Hugo Rezeda, Théo Théâtre : Anne
- 2016 : Trois de et mise en scène Mani Soleymanlou, Théâtre National de Chaillot, Le Tarmac et Théâtre Gérard Philippe
- 2019 : Des couteaux dans les poules de David Harrower, mise en scène Gilles Bouillon, Théâtre de Châtillon
- 2021 : Dormez, je le veux ! de Georges Feydeau, mise en scène Gilles Bouillon, tournée
- 2021 : Mais n'te promène donc pas toute nue ! de Georges Feydeau, mise en scène de Gilles Bouillon, tournée